# Dietro la maschera (film 2015)
Dietro la Maschera (Beyond the Mask) è un film del 2015 diretto da Chad Burns.
Pellicola d'azione e avventura storica con protagonisti Andrew Cheney, Kara Killmer e John Rhys-Davies.
Il film è stato prodotto da Burns Family Studios ed è stato distribuito da Gathr in sale selezionate prima di una distribuzione mainstream di Freestyle Releasing. Beyond the Mask ha ricevuto recensioni negative da parte della critica, ma ha ricevuto una più calda accoglienza da parte della critica cinematografica cristiana. Il film è stato successivamente pubblicato in DVD.

## Trama
William Reynolds, ex assassino della British East India Company, tenta di "ritirarsi" dalla Compagnia delle Indie Orientali e, di conseguenza, il suo Capo, Charles Kemp, cerca di farlo uccidere perché sa troppo. Fugge, prendendo il nome e il lavoro di un vicario che è morto salvando la vita di Will.
Will tenterà di inserirsi nella vita tranquilla di un vicario (con un sorprendente grado di successo) e si innamora di Charlotte Holloway. Un vecchio socio si imbatte nella tranquilla città e affronta Will, che uccide l'uomo e lo seppellisce sotto la copertura dell'oscurità. Più tardi, chiede a Charlotte di sposarlo e lei è d'accordo, purché passi l'approvazione dello zio.
Al Ringraziamento, lo zio di Charlotte arriva e si rivela essere Charles Kemp, che rivela l'identità di William a Charlotte e tenta (ancora) di ucciderlo. Will fugge ancora una volta e, ancora una volta, il suo soccorritore muore salvando la vita di Will. Sempre usando l'identità del suo salvatore (Jeremiah Flack), William si reca nella colonia della Pennsylvania e trova un lavoro nella tipografia di Benjamin Franklin dopo aver superato la "prova di fede" di Franklin e rivelando che le sue simpatie dipendono dalla causa rivoluzionaria.
In seguito scoprirà che Charlotte e suo zio sono arrivati anche in America, con Kemp che supporta i lealisti per conto della Compagnia delle Indie Orientali. Dopo aver scoperto i piani di Kemp, Will decide di riscattare il suo nome prima di riunirsi a Charlotte - Lavorando come stampatore solo di giorno, diventa anche un vigilante mascherato di notte, vanificando i piani malvagi della Compagnia delle Indie Orientali, ed è soprannominato "The Highwayman" "dai rivoluzionari. In seguito parteciperà a un ballo in maschera a New York con l'intento di rivelare alcuni documenti che ha rubato in precedenza nel film che delinea il ruolo della Compagnia delle Indie Orientali, in particolare Charles Kemp. Salva la vita di George Washington, ma viene incastrato e arrestato da Kemp come assassino e perde il documento. È condannato all'impiccagione all'alba.
Comprendendo i suoi sentimenti per William e la malvagità di suo zio, Charlotte ruba la prossima serie di piani dello zio e fa uscire Will dalla prigione. Fuggono a Filadelfia dove viene catturata dai gorilla di suo zio. Kemp le rivela che ha piantato barili di polvere da sparo sotto vari importanti edifici della città, in particolare l'Independence Hall, dove il Congresso continentale sta discutendo la Dichiarazione di Indipendenza, con gli esplosivi pronti a partire a mezzogiorno, proprio quando la Dichiarazione di Indipendenza sta per essere approvata. Will scopre la polvere da sparo e rintraccia il grilletto attraverso il nuovo sistema di fognature a Windmill Island, dove Kemp ed i suoi uomini hanno installato un generatore e stanno anche tenendo Charlotte. Dopo aver rivelato la trama al dottor Franklin, Will nuota verso l'isola, sconfigge gli uomini di Kemp, combatte e uccide Kemp, salva Charlotte e fa esplodere il laboratorio, evitando il disastro. La Dichiarazione di indipendenza è approvata senza incidenti, con grande sollievo di Franklin.
I due tornano a riva dove Franklin e alcuni soldati li stanno aspettando con una carrozza. I lealisti sopravvissuti vengono arrestati, mentre Charlotte insiste nel voler accompagnare Will. Dalla loro portata d'orecchio, Franklin afferma che la politica di estradizione tra la Pennsylvania e New York è vaga. Charlotte e Will scoprono una nota che dice che la carrozza non sta portando Will in prigione. Darà a Charlotte l'anello che portava da quando le aveva chiesto di sposarlo in Inghilterra, lei accetta e i due si baciano.

## Produzione
L'idea del film è iniziata dopo che i cugini Aaron e Chad Burns hanno terminato il loro film autoprodotto chiamato "Pendragon" che è stato raccolto per la distribuzione internazionale e trasmesso da varie stazioni televisive. Aaron ha detto che l'ispirazione per quest'ultimo proviene dai romanzi che entrambi leggono insieme quando erano più giovani, e che durante la loro educazione homeschool hanno letto e analizzato la letteratura, la biografia, la narrativa storica e la cultura che hanno ispirato il loro lavoro nel film. Successivamente, hanno creato Burns Family Studios e avviato una campagna Kickstarter nel 2011 per finanziare i costi di produzione, raccogliendo $ 24,010 rispetto al loro obiettivo di $ 20,000.
La società di distribuzione cinematografica Gathr è stata scelta per aiutare a distribuire il film per una notte in alcuni teatri selezionati e successivamente è stato commercializzato da chiese, social media, volontari e comunità di homeschooling. Freestyle Releasing in seguito lo raccolse per il rilascio nei teatri mainstream; il ricavato dei film distribuiti a fianco del film di Freestyle, sotto co-sceneggiatore la squadra di Stephen Kendrick, sono stati restituiti costruendo un parco sportivo di 82 acri in Albania e finanziando missioni e una nuova chiesa per le comunità che lo commercializzavano.

## Distribuzione
Burns Family Studios ha pubblicato Beyond the Mask il 6 aprile 2015 e dopo l'aumento della domanda e dei colloqui con le sale cinematografiche, Burns Family Studios ha raggiunto un accordo con il distributore cinematografico Gathr per distribuire i film in 111 cinema in tutta la nazione il 5 giugno 2015.
Il film doveva essere distribuito in DVD martedì 8 settembre 2015 in 3.900 negozi Walmart negli Stati Uniti, ma alcuni non hanno ricevuto copie fino a pochi giorni dopo a causa di un problema di distribuzione. Il DVD era disponibile anche su Amazon, ChristianCinema.com e sul suo sito Web (beyondthemaskmovie.com), insieme a un libro di "making-of", un CD della colonna sonora (che era stato pubblicato sostanzialmente prima) e altri articoli promozionali.

## Accoglienza

### Critica
Beyond The Mask ha ricevuto recensioni negative da parte di critici laici, ma recensioni ampiamente positive da parte della comunità cristiana.
La critica nel sito web di aggregatori Rotten Tomatoes riporta un punteggio di approvazione del 17% con una valutazione media di 5,1 / 10 basata su 12 recensioni dei media. Il sito di recensioni cinematografiche cristiane di PluggedIn ha fornito al film quattro su cinque "Plug" (unità per misurare l'amicizia familiare). Il sito dei media cristiani BreatheCast ha regalato al film quattro stelle, dicendo "La coreografia del combattimento del film e i costumi d'epoca vanno lodati: con un budget limitato di $ 4 milioni, Burns Family Productions riesce a creare un film che rivaleggia visivamente molti film di grande budget dello stesso genere (come Il conte di Montecristo e Zorro.) Variety ha dato al film una recensione ampiamente negativa, definendola un "tentativo quasi sempre rigido, raramente commovente di fornire un filato storico spavaldo per il pubblico cristiano...ricordi sullo schermo...fa una strana coincidenza con il viaggio spirituale di Will. "Comunque, hanno rivisto positivamente la recitazione, definendo gli attori principali "conduttori simpatici" e " Rhys Davies...bellicosi, due - la malvagità dimensionale rende innegabilmente piacevole la visione."
Movieguide ha dato al film una recensione ampiamente positiva. Il LA Times, d'altra parte, affermava che il film sembrava un "dramma in costume, stempiato e stravagante". Hanno anche definito il film "predica" e si sono lamentati di una sceneggiatura "taglia-e-incolla" di Stephen Kendrick e Paul McCusker che riesce a trascinare nella mischia Benjamin Franklin (Alan Madlane), che procede diligentemente a offrire un miscuglio delle sue più grandi citazioni."